# 達波拉省
達波拉省是西非國家畿內亞的33個省之一，位於該國中部，由法拉納大區負責管轄，首府設於達波拉，北臨丁吉拉伊省，東接庫魯薩省和法拉納省，南毗塞拉利昂，西鄰馬木省，面積5,508平方公里，人口約114,000。